# Steven Coppola
Steven Coppola (Búfalo, 22 de mayo de 1984) es un deportista estadounidense que compitió en remo.
Participó en los Juegos Olímpicos de Pekín 2008, obteniendo una medalla de bronce en la prueba de ocho con timonel. Ganó tres medallas en el Campeonato Mundial de Remo entre los años 2004 y 2006.

## Palmarés internacional
| Juegos Olímpicos   | Juegos Olímpicos   | Juegos Olímpicos  | Juegos Olímpicos   |
| Año                | Lugar              | Medalla           | Prueba             |
| ------------------ | ------------------ | ----------------- | ------------------ |
| 2008               | Pekín (China)      | Medalla de bronce | Ocho con timonel   |
| Campeonato Mundial |                    |                   |                    |
| Año                | Lugar              | Medalla           | Prueba             |
| 2004               | Bañolas (España)   | Medalla de bronce | Cuatro con timonel |
| 2005               | Kaizu (Japón)      | Medalla de oro    | Ocho con timonel   |
| 2006               | Eton (Reino Unido) | Medalla de bronce | Ocho con timonel   |